# 원시은하
원시은하(元始銀河, 영어: Protogalaxy 또는 Primeval galaxy)는 물리 우주론에서 은하를 형성 중인 기체운이다. 은하의 진화 시기 동안의 별형성률을 통해 은하가 나선은하가 될 것인지 타원은하가 될 것인지 결정된다고 여겨지는데, 비교적 낮은 별형성률을 갖는 경우에는 나선은하를 형성하는 경향이 있다. 원시은하 속의 작은 기체 뭉치는 별을 형성하게 된다.
"원시은하"라는 용어는 보통 "오늘날의 (정상) 은하가 형성 초기 단계에 있을 때의 모습"으로 받아들여진다. 여기서 "형성 초기 단계"란 명확하게 정의된 말이 아니나, "오늘날 타원은하의 원형에서 처음으로 큰 폭발적인 별의 형성이 일어날 때", "오늘날 평균적인 은하를 형성한 작은 뭉치들의 암흑 헤일로 병합이 정점을 이룬 시기", "어떠한 별의 형성도 발생하기 전의 기체뭉치일 때", "우주 극초기에서 후에 중력에 의해 속박되어 붕괴할 암흑물질의 과밀집 영역일 때"로 정의된다.

## 형성

### 초기 우주에서 시작하여
초기 우주는 거의 일정한 물질 및 암흑물질의 분포(각 입자들이 동일한 거리에 있음)로부터 시작한다. 이후에 양자요동에 의해 발생한 초기의 밀도 변동 스펙트럼으로 인해 암흑물질이 중력에 의해 서로 뭉치기 시작하였다. 이것은 진공에서 에너지의 크기가 찰나의 시간에 변화한다는 하이젠베르크의 불확정성 원리를 통해 유도할 수 있다. 그러한 에너지로부터 질량-에너지 동등성을 통해 입자/반입자 쌍이 형성되며, 그들의 중력을 통해 근처의 다른 입자들을 자신의 방향으로 움직이게 만들게 되면서 비균일한 분포를 야기하며 근처의 입자들을 더욱 가깝게 끌어당기는 중력 중심을 형성하게 된다. 양자요동이 너무 작기 때문에 우주의 현재 크기가 그를 무시할 수 있을 만한 수준에서 발생한다면, 그러한 작은 요동의 상태는 우주가 단일 점에서 팽창하기 시작함으로써 우주의 크기의 증가함에 따라 규모가 커지게 되어 결과적으로 높은 밀도의 큰 영역이 형성된다. 따라서 이러한 밀한 암흑물질 뭉치들의 중력이 근처의 물질들을 자신의 방향, 즉 밀한 영역으로 떨어지게 만든다. 이런 유형의 과정은 2006년에 닐슨 등에 의해 관측되고 분석되었다고 한다. 그 결과로 대부분 수소로 이루어진 기체운이 형성되고, 그 구름에서 1세대 별들이 형성되기 시작하였다. 여기서 우리은하보다 몇 배는 작은 기체운과 초기의 별들이 1세대 원시은하이다.

### 오늘날의 은하에 이르기 까지

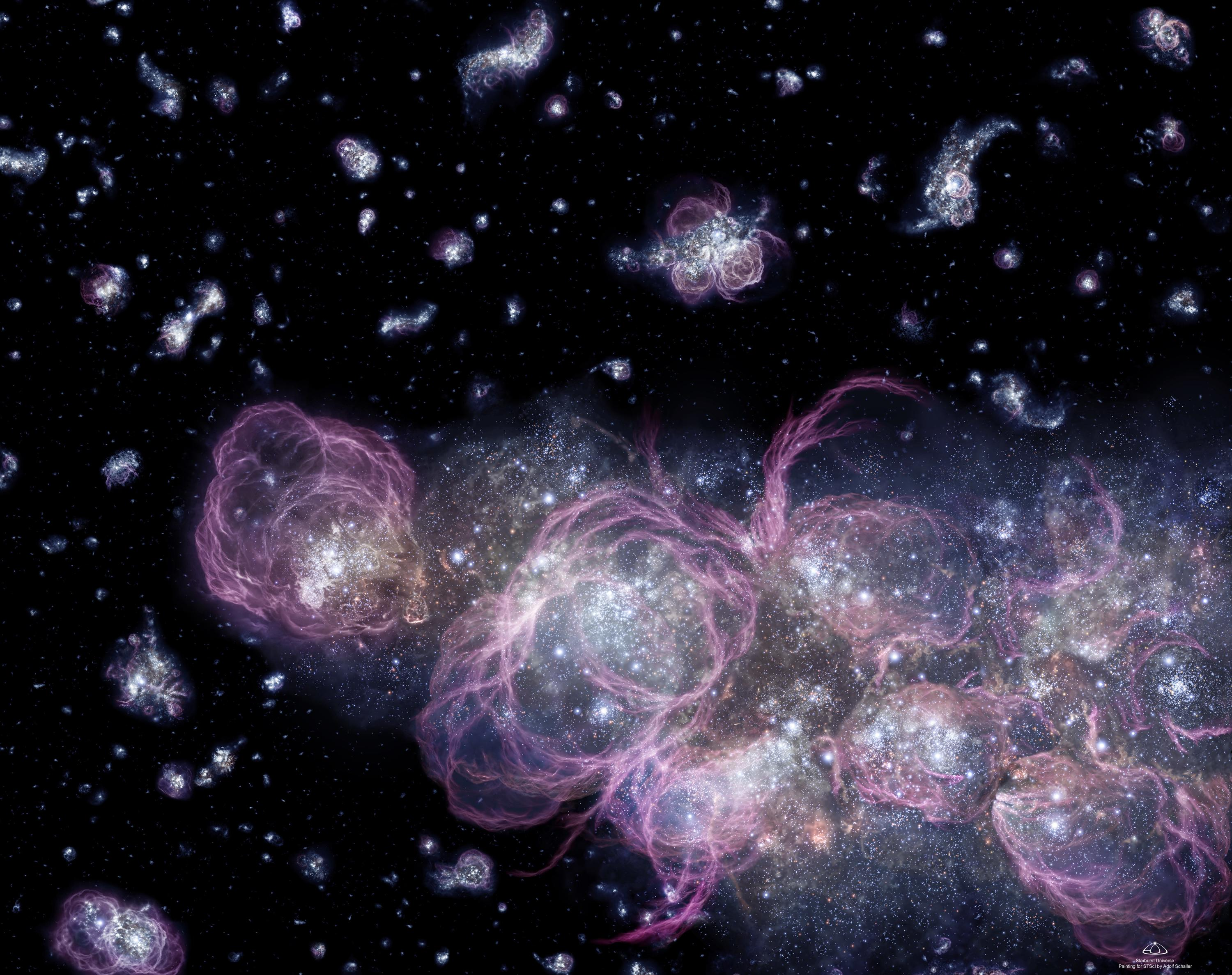
원시은하들의 충돌을 보여주는 상상도.

이에 관한 이론에서는 작은 원시은하의 군집이 중력에 의해 서로 끌어당겨 충돌하여 오늘날 볼 수 있는 훨씬 큰 "성체" 은하가 형성되었다고 한다. 이런 병합은 작은 천체의 병합을 통해 더 큰 천체가 계속해서 형성된다는 계층적 병합 과정을 따른다.

## 물리량

### 조성
원시은하는 과거에 다른 원소를 형성했던 별의 형성이 없었기 때문에 거의 대부분이 수소와 헬륨으로 이루어져 있었다. 수소는 몇가지 예외가 있긴 하지만 H2 분자의 형태로 있었다. 별의 형성이 시작되면서 수소는 핵융합을 통해 더 무거운 원소로 변하였다.

### 운동
원시은하가 형성되기 시작하면, 그 중력에 속박된 모든 입자들은 원시은하 쪽으로 자유낙하하기 시작한다. 자유낙하에 소요되는 시간은 대략적으로 자유낙하 방정식을 통해 계산할 수 있다. 대부분의 은하는 이 자유낙하 단계에서 완성되어 안정적인 타원은하나 완전한 형태에 이르기까지 긴 시간이 소요되는 원반은하가 되었다. 은하단의 형성에 관해서는 훨씬 긴 시간이 소요되며 현재도 그 과정에 있다. 또한 이 단계에서 은하는 현재 자신이 갖고 있는 대부분의 각운동량을 얻었다. 원시은하는 초기 우주에서 이웃한 밀한 뭉치의 중력적 영향을 통해 각운동량을 얻었으며, 더 빠르게 회전하면서 구성 기체가 중심으로부터 멀어지게 된다.

### 광도
원시은하의 광도는 두가지 원인에서 비롯한다. 대부분의 원인에 해당하는 하나는 첫세대 별에서 수소의 융합을 통해 헬륨이 형성되면서 발생하는 복사이다. 이 시기의 폭발적 항성생성은 원시은하의 광도가 오늘날의 폭발적 항성생성 은하나 퀘이사에 준하게 만들었을 것이다. 다른 하나는 중력 속박 에너지의 대량 방출에 의한 것이다. 원시은하에서 방출되는 것으로 예측되는 빛의 기본적인 파장은 라이먼 알파선이라 불리는 다양한 자외선이다. 이 자외선은 별의 복사로 인해 전리된 수소 기체에 의해 방출된다.

## 관측
우주의 매우 먼 곳에서 방출된 빛이 매우 오랜 시간에 걸쳐 지구에 도달하기 때문에 원시은하는 오늘날에도 이론적으로 볼 수 있다. 그러한 거리에서 원시은하의 발견으로 은하가 어떻게 형성되었는지 확인할 수 있기 때문에 지난 30년 간 여러 망원경들을 통해 원시은하를 찾으려는 많은 노력이 이루어져 왔다. 그러나 원시은하에서 방출된 빛은 늙기(적색편이, 역제곱 법칙)에 충분할 만큼 매우 먼 거리에서 오기 때문에 관측이 매우 어렵다. 이는 라이먼 알파선이 티끌에 의해 꽤나 손쉽게 흡수된다는 사실과 연관이 있는데, 때문에 천문학자들은 원시은하가 관측하기 힘들 만큼 희미하다고 생각하고 있다.
1996년, 원시은하 후보 하나가 캐나다 우주론 관측망(Canadian Network for Observational Cosmology)을 이용한 이(Yee) 등을 통해 발견되었다. 이 천체는 매우 큰 광도를 가진 고적색편이 원반형 은하이다. 후에 은하의 엄청난 광도가 전경의 은하단의 중력렌즈를 통해 과장된 것이라는 논쟁이 펼쳐졌다.
2006년에는 K. 닐슨 등이 라이먼 알파 UV 복사를 방출하는 "거품"을 발견하였다고 발표했다. 분석에 따르면 이것이 초기 우주에서 암흑물질 뭉치로 떨어지면서 원시은하를 형성하고 있는 거대한 수소기체운이라고 한다.
2007년에는 마이클 로치 등이 VLT를 통해 대량의 라이먼 알파형 UV 복사를 방출하는 수십 개의 별개의 천체의 은하간 기체로부터의 신호를 연구하였다. 이들은 그러한 27개의 천체가 110억 년 전 원시은하에 해당할 것이라고 결론 내렸다.

## 같이 보기
- 대폭발
- 은하의 형성 및 진화